# NGC 6932
NGC 6932 је спирална галаксија у сазвежђу Паун која се налази на NGC листи објеката дубоког неба.
Деклинација објекта је - 73° 37' 8" а ректасцензија 20h 42m 8,6s. Привидна величина (магнитуда) објекта NGC 6932 износи 12,4 а фотографска магнитуда 13,3. NGC 6932 је још познат и под ознакама ESO 47-8, AM 2036-734, PGC 65219.